# Фил Невил
Филип Джон „Фил“ Невил (на английски: Philip John "Phil" Neville) е бивш английски футболист, роден на 21 януари, 1977 в Бери, Англия.
От 2005 г. до края на кариерата си през 2013 г. е играч и капитан Евертън. Преди това от 1994 до 2005 г. играе в Манчестър Юнайтед.
Участва в треньорския щаб на младежкия национален отбор по футбол на Англия за Европейското първенство по футбол за до 21-годишни в Израел през 2013 г. Прекратява кариерата си през 2013 и става помощник в Манчестър Юнайтед.

## Манчестър Юнайтед
Невил дебютира във Висшата лига на Англия през 1995 г. в мач на Манчестър Юнайтед срещу Манчестър Сити, който Юнайтед печели с 3:0. Печели шест първенства на Англия, три пъти ФА Къп и веднъж Шампионска лига с Манчестър Юнайтед.

## Евертън
Невил се присъединява към Евертън през 2005 г. за 3,5 млн. британски лири.
На 30 декември 2006 г. вкарва първия си гол за Евертън. На 19 април 2009 г. в мач за ФА Къп той вкарва от дузпа на бившия си тим.

## Национален отбор по футбол на Англия
Невил играе в 59 мача за националния отбор по футбол на Англия.

## Семейство
Той е брат на Гари Невил, бивш капитан на Манчестър Юнайтед. Неговата сестра близначка Трейси Невил е част от националния тим на Англия по нетбол.

## Успехи
Фил Невил печели следните титли като футболист: 
- ФА Къп за младежи: 1995
- Висша лига на Англия: 1996, 1997, 1999, 2000, 2001, 2003
- ФА Къп: 1996, 1999, 2004
- Къмюнити шийлд: 1996, 1997, 2003
- Шампионска лига: 1999
- Междуконтинентална купа: 1999